# Visión túnel
La visión de túnel es un síntoma que afecta al ojo humano, causado por algún fenómeno físico o emocional. Puede ser provocado al presentarse en una situación de peligro o intenso estrés, así como la presión física y mental, donde la vista se nubla hasta dejar un punto de visión escaso asemejándose mirar de adentro hacía afuera un túnel.[cita requerida]

## Otros síntomas
También se presenta por glaucoma, migraña o problemas visuales. Los síntomas pueden ser visión borrosa, opaca o doble.[cita requerida]

## Euthanasia Coaster
Este síntoma ocurriría por ejemplo en la llamada "Euthanasia Coaster", que acabaría matando a sus pasajeros mediante una hipoxia cerebral prolongada.[cita requerida]
- Datos: Q2460147
- Multimedia: Tunnel vision / Q2460147